# Chlorobiaceae
Famille
Synonymes
- Chlorobiaceae Garrity & Holt 2001

Les Chlorobiaceae sont une famille de bactéries à Gram négatif de l'ordre des Chlorobiales. Son nom provient de Chlorobium qui est le genre type de cette famille.

## Historique
La famille des Chlorobiaceae est décrite en 1956 par Herbert Faulkner Copeland

## Liste de genres
Selon la LPSN (12 décembre 2022) :
- Ancalochloris Gorlenko & Lebedeva 1971
- Chlorobaculum Imhoff 2003
- Chlorobium Nadson 1906 – genre type
- Chloroherpeton Gibson et al. 1985
- Pelodictyon Lauterborn 1913
- Prosthecochloris Gorlenko 1970

Le genre Schmidlea a été reclassé en Chlorobium.
La famille comporte aussi un genre en attente de publication valide, Chloroplana Dubinina & Gorlenko 1975.